# Strand-Hollands
Het Strand-Hollands is een verzamelnaam voor een Nederlandse/Hollandse dialecten gesproken in de visserdorpen aan de Hollandse Noordzeekust. Ze onderscheiden zich sterk van wat er verder landinwaarts gesproken wordt.
Over het ontstaan van dit dialect bestaan twee dominante verklaringen. De eerste is dat het wellicht is ontstaan door het contact en de wisselwerking tussen de vissersbevolking, die er kwamen werken en wonen, van West-Friesland en van andere gebieden langs de Zuiderzee met de Hollandse bevolking langs de kust van de provincies Zuid-Holland en Noord-Holland, in de kuststrook van Scheveningen tot aan Kennemerland. Oorspronkelijk schipperde het dialect dan tussen al die talen en dialecten en zo ontstond iets voorbij halverwege de Middeleeuwen het dialect 'Strand-Hollands'
De tweede en vaak waarschijnlijker geachte verklaring is, dat het eerder een restant – door de hechte vissersgemeenschap intact gebleven – van de oorspronkelijke Hollandse dialecten is, die dan nog sterke kenmerken van een Fries substraat moeten hebben getoond. De Zuid-Hollandse dialecten verder achter de duinenrij zijn veel meer naar de standaardtaal toegegroeid. Omdat er voor de renaissance zeer spaarzaam Hollands dialect werd opgeschreven, zijn de Strand-Hollandse dialecten een belangrijke bron voor met name de Zuid-Hollandse taalgeschiedenis. Het Katwijks moet redelijk lijken op het oude Leids, het Schevenings sterk op het vroegere Haags.
Tegenwoordig wordt Strand-Hollands niet overal aan de kust nog even veelvuldig gesproken. Vaak zien we de tendens dat de taal van de vissersdorpen na vier eeuwen de trend volgt die in het binnenland allang heerst: ze groeien in hoog tempo naar de standaardtaal toe.